# Shepseskare
Shepseskare hoặc Shepseskara (có nghĩa là "Cao quý thay khi là linh hồn của Ra") là một pharaon của Ai Cập cổ đại, ông có thể là vị vua thứ tư hoặc thứ năm của vương triều thứ năm (2494-2345 trước Công nguyên) thuộc thời kỳ Cổ vương quốc. Shepseskare sống vào giữa thế kỷ thứ 25 TCN và có lẽ là chủ nhân của một kim tự tháp dang dở ở Abusir, nó đã bị bỏ dở chỉ sau vài tuần xây dựng.
Theo các ghi chép lịch sử, Shepseskare thường tin rằng là đã cai trị trong 7 năm, ông đã kế vị vua Neferirkare Kakai và là tiên vương của Neferefre, do đó ông là vị vua thứ tư của vương triều này. Vì là vị vua ít được biết đến nhất của vương triều thứ năm cho nên nhà Ai Cập học Miroslav Verner đã đưa ra kết luận cho rằng Shepseskare chỉ cai trị vài tháng ngắn ngủi, tiếp sau đó là đến triều đại của Neferefre. Kết luận này dựa trên tình trạng và vị trí của kim tự tháp dang dở mà Shepseskare cho xây dựng tại Abusir cũng như có rất ít các hiện vật mà có thể được cho là thuộc về vị vua này. Kết luận của Verner nhanh chóng nhận được sự đồng tình của nhiều nhà Ai Cập học như Darrell Baker và Erik Hornung.
Mối quan hệ giữa Shepseskare với vị tiên vương và vị vua kế vị ông lại vẫn chưa được biết rõ. Verner đã đề xuất rằng ông là một người con trai của Sahure và là em trai của Neferirkare Kakai, ông đã chiếm đoạt ngai vàng trong một thời gian ngắn sau khi vua Neferefre, có lẽ là cháu trai của ông, đột ngột qua đời. Có thể Shepseskare đã qua đời một cách đột ngột hoặc có lẽ ông đã đánh mất ngôi vị vào tay một người cháu trai khác, vị pharaon tương lai Nyuserre Ini. Khả năng cho rằng Shepseskare là một kẻ tiếm vị không thuộc hoàng tộc cũng chưa được loại trừ.

### Nguồn đương thời

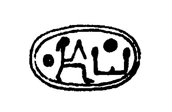
Bản vẽ Con dấu bọ hung của Flinders Petrie, dòng chữ được đọc là "Shepeskare" nhưng có thể có niên đại thuộc về thời kỳ Saite.

### Vị trí trong biên niên sử

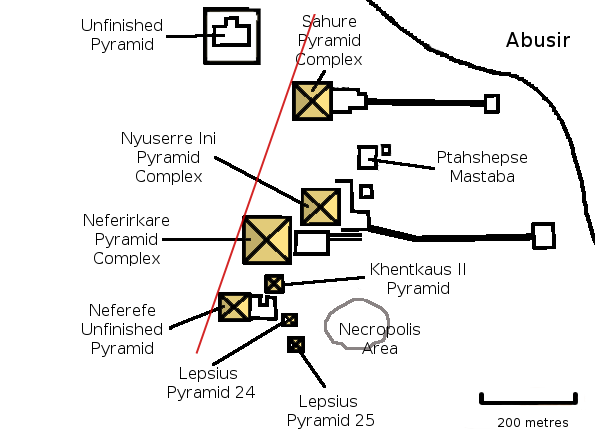
Bản đồ khu nghĩa trang ở Abusir. Kim tự tháp dang dở được cho là của Shepseskare. Đường vạch đỏ chỉ về hướng Heliopolis.

## Chứng thực